# Jerry Maren

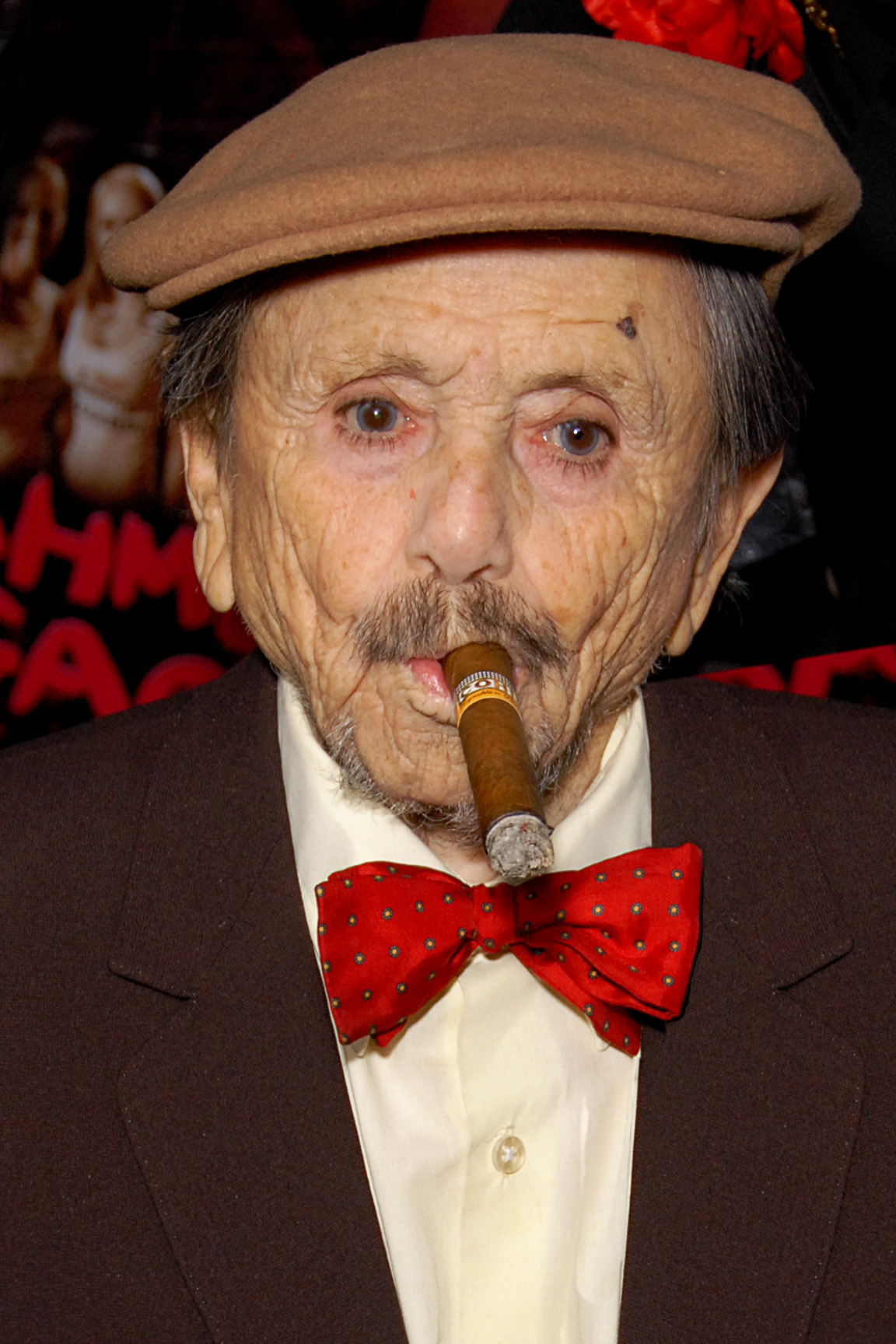
Jerry Maren (2010)

Jerry Maren (* 24. Januar 1920 in Boston, Massachusetts als Gerard Marenghi; † 24. Mai 2018 in San Diego, Kalifornien) war ein US-amerikanischer Schauspieler. In einem Zeitraum von über 70 Jahren hatte der kleinwüchsige Schauspieler mehr als 60 Film- und Fernsehauftritte. Maren galt bei seinem Tod als letzter lebender Darsteller mit einer Sprechrolle im Filmklassiker Der Zauberer von Oz (1939).

## Leben und Karriere

### Karriere
Bereits in jungen Jahren verfolgte Maren das Ziel, Schauspieler zu werden und nahm dafür Tanzstunden. Im November 1938 schloss sich der zu diesem Zeitpunkt rund ein Meter große Maren in New York einer Zwergentruppe an, die per Bus nach Kalifornien reiste, um dort in Hollywood Karriere zu machen. Schon bald bekam Maren erste Rollen, zum Beispiel im Zauberer von Oz (1939): Hier gehörte seine Figur zum Zwergenvolk der Munchkins und überreicht Judy Garlands Dorothy als grün gekleidetes Mitglied der dreiköpfigen Lollipop Guild einen Lollipop. Ebenfalls 1939 spielte er an der Seite der Kleinen Strolche in Tiny Troubles (als Verbrecher, der sich als Kind ausgibt) und neben den Marx Brothers in Die Marx Brothers im Zirkus.
Maren trat in den nächsten Jahrzehnten in zahlreichen Filmen und Fernsehsendungen auf. Häufig spielte er dabei Fabelwesen wie Zwerge und Gremlins sowie Tiere, so verkörperte er zum Beispiel einen Affen in Planet der Affen und dessen Fortsetzung Die Schlacht um den Planet der Affen. Zusammen mit Billy Curtis spielte er 1973 im Little Cigars über eine kriminelle Zwergenbande. 2010 hatte er kleinere Auftritte in Frankenstein Rising und Dahmer Vs. Gacy.
Maren trat auch als „Werbegesicht“ auf, so reiste er als Werbefigur Little Oscar in den 1950er-Jahren mit dem Wienermobile für das Unternehmen Oscar Mayer durch die Vereinigten Staaten. Für McDonald’s verkörperte er die Werbefiguren Mayor McCheese und The Hamburglar in diversen Werbespots. Ebenfalls arbeitete er als Filmdouble für Kinderdarsteller, beispielsweise Jodie Foster und Ron Howard.

### Sonstige Auftritte
Marens öffentliche Auftritte hingen vor allem mit dem Film Der Zauberer von Oz zusammen. Er trat auf zahlreichen Film- und Fanfestivals wegen des Filmes auf. 2007 erhielten die Munchkins einen Stern auf dem Hollywood Walk of Fame, an der Zeremonie nahmen auch Maren und sechs andere Munchkin-Darsteller teil. Als Margaret Thatcher im April 2013 starb, brachten einige ihrer Gegner den Song Ding-Dong! The Witch Is Dead aus dem Film in die britischen Charts. Maren kritisierte daraufhin den Missbrauch des Songs, um den Tod von jemandem zu feiern. Seit dem Tod von Ruth Duccini im Januar 2014 war Maren der letzte Überlebende der insgesamt über 100 minderwüchsigen Darsteller, die die Munchkins verkörperten. Zum Zeitpunkt von Marens Tod lebten aber noch einige normalwüchsige Kinderdarsteller, die im Hintergrund als Munchkins eingesetzt wurden.

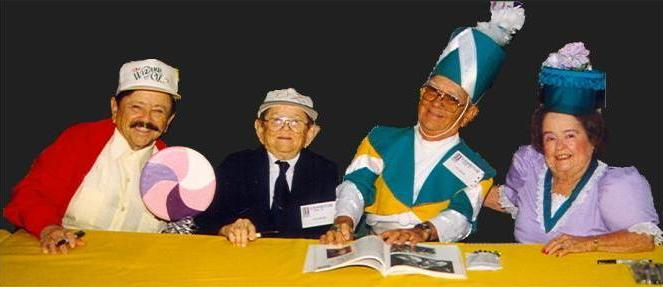
Jerry Maren (links) mit (nach rechts) Karl Slover, Clarence Swenson und Margaret Pellegrini bei einer Wizard of Oz-Veranstaltung (1998)

Mit seinem Freund und Schauspielkollegen Billy Barty gründete er die Little People of America, eine gemeinnützige Organisation, die sich für die Rechte von kleinwüchsigen Menschen in Hollywood einsetzt. Im Jahr 2018 hatte die Organisation rund 6000 Mitglieder.
Maren veröffentlichte 2008 mit Stephen Cox seine Biografie, Short and Sweet: The Life and Times of the Lollipop Munchkin. Im September 2013 hinterließ er seine Abdrücke am TCL Chinese Theatre.

### Privatleben
Maren war mit der Schauspielerin Elizabeth Barrington von 1975 bis zu ihrem Tod im Januar 2011 im Alter von 69 Jahren verheiratet. Das Paar lebte in Südkalifornien. Jerry Maren, der in seinen letzten Lebensjahren an Demenz erkrankt war, starb im Mai 2018 im Alter von 98 Jahren in einem Pflegeheim in San Diego an Herzversagen. Er wurde im Forest Lawn Memorial Park in Hollywood beigesetzt.

## Filmografie (Auswahl)
- 1938: The Terror of Tiny Town
- 1939: Die kleinen Strolche – Tiny Troubles (Kurzfilm)
- 1939: Der Zauberer von Oz (The Wizard of Oz)
- 1939: Die Marx Brothers im Zirkus (At the Circus)
- 1942: Schatten am Fenster (Fingers at the Window)
- 1942: Mabok, der Schrecken des Dschungels (Beyond the Blue Horizon)
- 1944: Johnny Doesn’t Live Here Anymore
- 1948: When My Baby Smiles at Me
- 1949: Samson und Delilah (Samson and Delilah)
- 1951: Superman and the Mole-Men
- 1967: Verliebt in eine Hexe (Fernsehserie, eine Folge)
- 1967: Verrückter wilder Westen (Fernsehserie, eine Folge)
- 1968: Planet der Affen (Planet of the Apes)
- 1970: Big Foot – Das größte Monster aller Zeiten (Bigfoot)
- 1971: Lidsville (Fernsehserie, 17 Folgen)
- 1973: Little Cigars
- 1973: Die Schlacht um den Planet der Affen (Battle for the Planet of the Apes)
- 1977: Die Zwei mit dem Dreh (Switch; Fernsehserie, eine Folge)
- 1978: Die Bären sind nicht mehr zu bremsen (The Bad News Bears Go to Japan)
- 1980: Blast – Wo die Büffel röhren (Where the Buffalo Roam)
- 1982: No Soap, Radio (Fernsehserie, fünf Folgen)
- 1983: High School U.S.A.
- 1986: House – Das Horrorhaus (House)
- 1987: Mel Brooks’ Spaceballs (Spaceballs)
- 1990: The Dreamer of Oz
- 1997: Seinfeld (Fernsehserie, eine Folge)
- 2000: Bit Players
- 2010: Dahmer Vs. Gacy
- 2010: Frankenstein Rising